# Фрідріх Кольрауш (фізик)
Фрідріх Вільгельм Георг Кольрауш (нім. Friedrich Wilhelm Georg Kohlrausch; 14 жовтня 1840, Рінтельн, Нижня Саксонія — 17 січня 1910, Марбург) — німецький фізик і фізико-хімік, дослідник в області фізико-хімії електролітів та електропровідності. Член Берлінської академії наук.

## Біографія
Народився в сім'ї відомого німецького фізика Рудольфа Кольрауша — одного з піонерів у дослідженні електричного струму. У 1863 році Фрідріх закінчив Геттінгенський університет, навчавшись у Вільгельма Вебера. У 1863—1866 роках працював у Франкфуртському університеті, а в 1866 році повернувся до Геттінгенського, обійнявши посаду професора. У 1870—1871 роках він нетривалий час працював у Політехнікумі Цюриху, після чого послідовно розпочав роботу у Дармштадтському (1871—1875), Вюрцбурзькому (у 1875) університетах. У 1888 році він перейшов до Страсбурзького університету, на зміну Августу Кундту. Після смерті Гельмгольца Кольрауш прийняв пропозицію очолити Фізико-технічний інститут у Шарлоттенбурзі (передмісті Берліна), а з 1900 також став професором Берлінського університету.

## Наукова робота
Дослідження Кольрауша велися в галузі електрики, магнетизму, оптики й електрохімії. 
Він суттєво удосконалив методики й прилади для визначення електричних і магнітних величин. Розробив метод вимірювання електричного струму в абсолютних величинах і метод вимірювання електричного опору електролітів (за допомогою сконструйованого ним містка Кольрауша).
У 1874 році він встановив, що електропровідність у розчинах електролітів зростає із підвищенням температури. На основі експериментальних даних у 1879 році він встановив закон адитивності електропровідності при нескінченному розведенні (закон Кольрауша). Також у 1855 році він запропонував емпіричне рівняння, що описувало залежність електропровідності сильних електролітів від їхньої концентрації. 